# 듄 (2021년 영화)
"듄 Part I"(영어: Dune Part I)은 2021년 개봉한 SF 서사 영화이다. 드니 빌뇌브가 감독과 공동각본을 맡았다.
파라마운트 픽처스가 허버트의 소설을 새 버전으로 영화화하려고 했으나 무산된 후, 레전더리 엔터테인먼트는 2016년 SF 소설 《듄》에 대한 영화 및 텔레비전 판권을 얻었다. 드니 빌뇌브가 프로젝트에 관심을 표명하고 공식적으로 감독으로 서명하면서 제작이 시작되었다. 빌뇌브는 존 스페이츠, 에릭 로스와 협력하여 각본을 작성하고 두 부분으로 나누었다. 촬영은 2019년 3월부터 7월까지 부다페스트, 요르단, 노르웨이, 아부다비 등 다양한 지역에서 진행되었다.
《듄》은 2021년 9월 3일 제78회 베네치아 국제 영화제에서 초연되었다. 2021년 9월 15일, 워너 브라더스 픽처스는 국제적으로 극장 개봉했으며 미국에서는 10월 22일에 개봉하였다. 한국에서도 성황리에 개봉하여 개봉 27일 차(2021.11.15 기준)에 누적 관객 수 121만명을 돌파하였다. 아이맥스 인증 디지털 Arri LF 카메라로 첫 촬영된 영화로 일반 영화들보다 가로, 세로가 확장된 1.43:1 비율의 풀화면이 한 시간 이상 나와 국내 아이맥스 영화관에서도 큰 인기를 끌었다. 2021년 11월 17일 아이맥스 재상영을 확정지었다. 듄 파트2 촬영 시작은 2022년 7월 18일, 개봉은 2023년 10월 20일로 예정되어 있다.

## 줄거리
10191년, 레토 아트레이데스 공작이 이끄는 아트레이데스 가문은 제국 황제의 명으로 햐코넨 가문이 항성간 이동을 자유롭게 해주는 스파이스라는 자원을 팔아 막대한 부를 챙긴 스파이스 생산지 아라키스를 관리하게 된다. 레토는 베네 게세리트의 일원인 아내 레이디 제시카와 그 피를 이어받은 아들 폴을 데리고 있었다. 폴은 어머니에게 베네 게세리트의 힘인 '목소리'(스타워즈의 포스 트릭과 비슷한 능력으로 상대를 조종할 수 있다,)를 훈련받고 있지만 아직 미숙한 상태다. 베네 게세리트의 대모인 가이우스 헬렌은 폴이 꾼 꿈에 대해 문답을 하고 폴을 시험한다. 폴은 시험을 통과하고 돌아가던 가이우스와 제시카의 대화에서 폴이 '퀴사츠 헤더락'이 될 수 있다는 점이 시사된다.
모성 칼라단을 떠나 아라키스로 간 아트레이데스 가문, 그곳의 장비는 적정량의 스파이스를 얻기애는 열악했다. 결국 스파이스를 채취하던 기계가 모레벌레에게 잡아먹힌다. 그 사이 폴을 꿈에서 본 프레맨(아라키스의 원주민, 레토는 이들과 동맹을 맺어 세력을 키우려 한다.) 소녀를 다시 환상으로 본다. 선발대였던 던컨 아이다호가 프레맨들과 원만한 관계를 가졌고 촌장과 타협도 하며 아트레이데스는 원만하게 세력을 넓히는 줄 알았으나, 밤을 틈타 아트레이데스의 확장에 위협을 느낀 햐코넨 가문과 황제의 친위대가 아트레이데스 가문을 습격한다. 아라키스로의 발령부터 함정이었던 것이다.
레토 공작은 의문의 공격으로 마비당하는데, 웰링터 유에 박사의 배신이었다. 유에는 자신의 아내가 햐코넨 가문에게 고문받고 있고 자신은 아내를 위해서 방어막을 내리고 레토를 바칠 수 밖에 없었다 말한다. 대신 가짜 이빨을 주고 기회를 보아 가짜 이빨에 있는 독가스로 햐코넨 남작을 처치할 수 있다 말한다. 아트레이데스의 병사들은 저항하려하지만 역부족이었다. 혼란 중 던컨은 탈출하는데 성공한다. 레이디 제시카와 폴은 죽이지 말라는 가이우스 대모의 말이 있었지만 햐코넨은 그들을 사막에 버려 처리하려고 한다.
재갈 때문에 '목소리'를 사용할 수 없는 제시카 대신 폴이 '목소리'를 사용하여 제시카의 재갈을 풀고 탈출하는데에 성공한다. 햐코넨 남작과 만난 레토는 독가스로 가문 사람들과 함께 죽으려 하지만 햐코넨 남작은 살아남는다. 다음 날, 탈출한 모자는 제국 생태학자 리에트 카인즈를 찾으러 가고 그곳에서 던컨과도 만난다. 카인즈는 황제의 명으로 입이 막혀있던 상황이라 아트레이데스의 몰락을 방관했지만 두 모자를 숨겨준다. 햐코넨과 황제의 병사들의 추격을 계속되고 카인즈와 던컨은 사망한다. 하지만 그들의 희생 덕분에 제시카와 폴은 비행선을 타고 도망간다. 비행선은 모래 폭풍 속에 들어가고 햐코넨은 그들이 죽은 줄 안다.
폴과 제시카는 모래 폭풍 속에서 프레맨의 생존 방식을 참고하여 살아남았고 프레맨 마을을 찾으러 간다. 가는 길에 모레벌레에게 걸려 죽을 뻔 한 그들이지만 프레맨의 도움으로 살아남을 수 있었다. 둘은 이전에 만났던 프레맨 촌장 스틸가와 폴이 꿈에서 본 소녀 챠니가 속한 프레맨 집단과 만나고 그들과 합류하려 한다. 그들의 합류에 여러 이야기가 이어졌지만 스틸가는 그들이 자신들과 함께할 만큼 강한 자들이라 판단하고 받아들여준다. 그러나 한 프레맨이 이에 이의를 제기하고 폴과 결투한다. 결투는 둘 중 하나가 죽어야 끝이 난다. 결국 폴이 승리하고 프레맨 마을로 이동하며 파트 1이 끝난다.

## 캐스팅
- 티모시 샬라메- 폴 아트레이드 역
- 레베카 페르구손 - 레이디 제시카 역
- 오스카 아이작 - 레토 아트레이드 공작 역
- 조시 브롤린 - 거니 할렉 역
- 스텔란 스카르스고르드 - 블라디미르 하코넨 남작 역
- 데이브 바티스타 - 글로서 라반 역
- 스티븐 매킨리 헨더슨 - 투피르 하와트 역
- 젠데이아 - 챠니 역
- 데이비드 더스트몰치언 - 파이터 드 브리즈 역
- 장첸 - 닥터 웰링턴 유에 역
- 샤론 덩컨브루스터 - 리에트카인스 역
- 샬럿 램플링 - 가이우스 헬렌 대모 역
- 제이슨 모모아 - 던컨 아이다호 역
- 하비에르 바르뎀 - 스틸가 역
- 뱁스 올루산모쿤 - 자미스 역
- 벤저민 클레멘타인 - 전령관 역